# Апроксимация на функции
Необходимост от апроксимиране на функции възниква в много клонове на приложната математика, и по-точно в компютърната наука. Най-общо решаването на задачата за апроксимиране на функция предполага да се намери такава функция сред ограничен клас, която да се приближава до (да апроксимира) дадена целева функция по точно определен начин.
Апроксимирането на функции особено често се среща в числените методи и функционалния анализ.